# Atambua
Atambua är en ort i Indonesien.   Den ligger i provinsen Nusa Tenggara Timur, i den sydöstra delen av landet, 2 000 km öster om huvudstaden Jakarta. Atambua ligger 336 meter över havet och antalet invånare är 35 793.
Terrängen runt Atambua är platt åt sydost, men åt nordväst är den kuperad.Runt Atambua är det ganska tätbefolkat, med 60 invånare per kvadratkilometer. Det finns inga andra samhällen i närheten. Omgivningarna runt Atambua är huvudsakligen savann.